# Kagami mochi

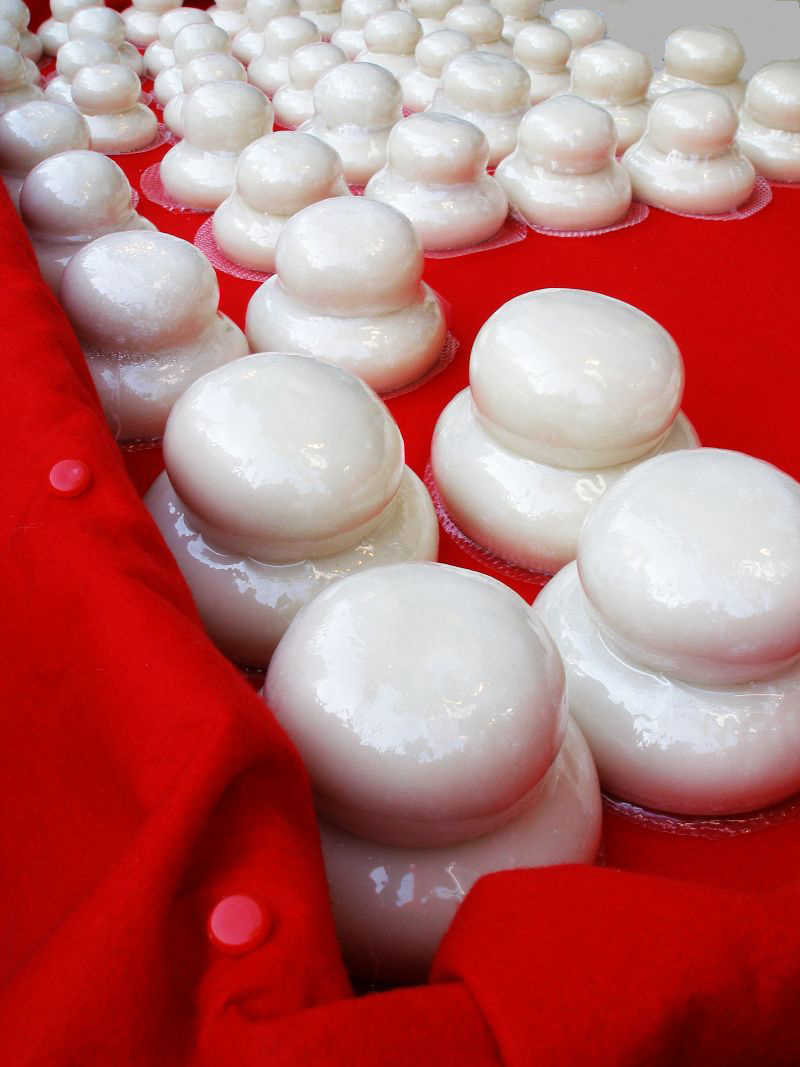
Kagami mochi industriales.

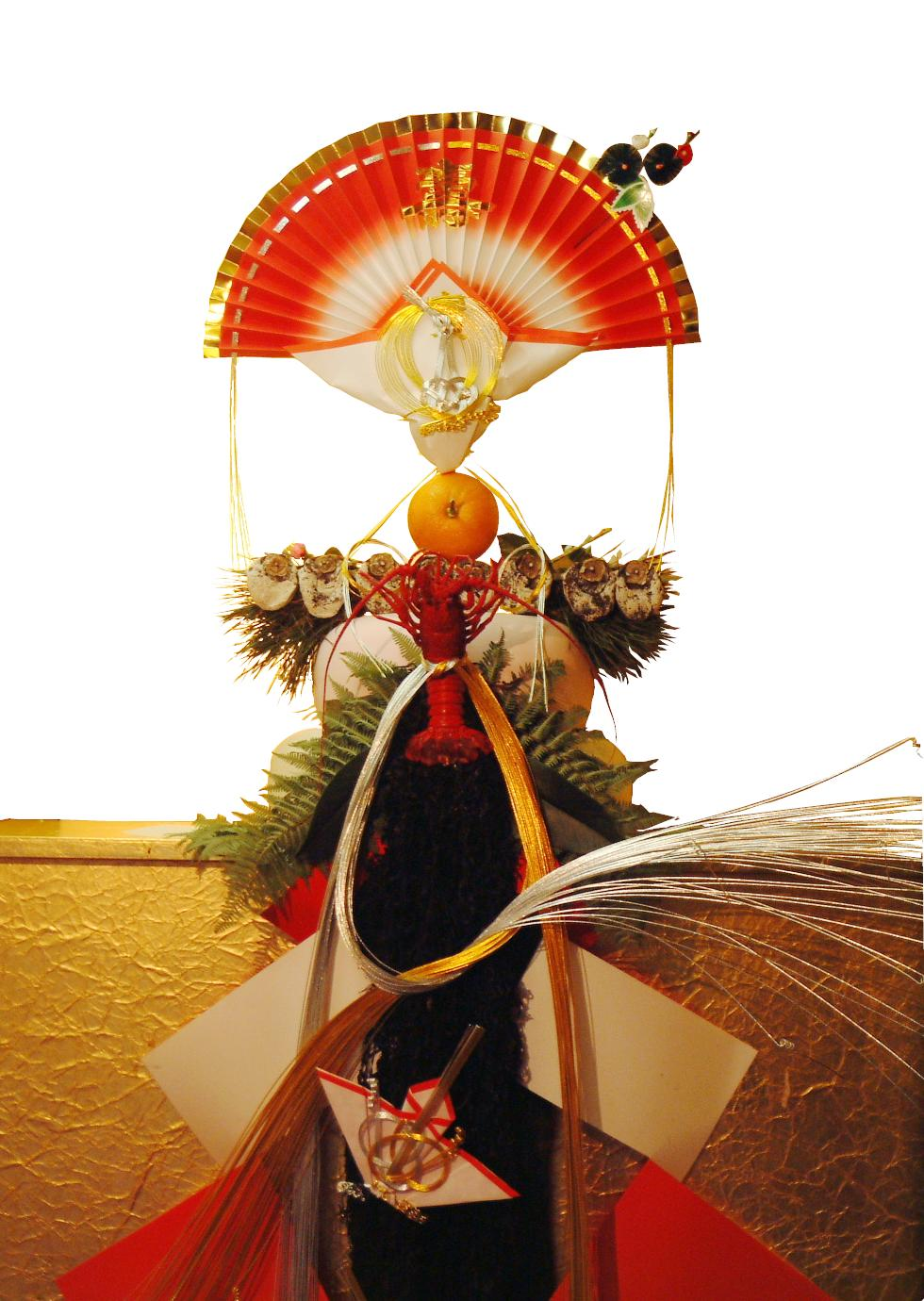
Un kagami mochi con los adornos tradicionales.

El kagami mochi (鏡餅,?  literalmente ‘pastel de arroz espejo’) es un adorno tradicional del año nuevo japonés. Suele estar compuesto por dos mochi (pasteles de arroz) redondos, el menor puesto encima del mayor, y un daidai (una naranja agria japonesa) con una hoja pegada encima. Además puede tener una hoja de konbu y una brocheta de caquis secos bajo el mochi. Se pone sobre un soporte llamado sanpō (三宝?) sobre una lámina llamada shihōbeni (四方紅?), que se supone que aleja los incendios de la casa durante los años siguientes. También se le ponen hojas de papel llamadas gohei (御幣?) se doblan en formas de relámpago parecidas a las que llevan los luchadores de sumo en el cinturón.
El kagami mochi apareció por primera vez en la era Muromachi (siglos XIV-XVI). Se dice que el nombre kagami (‘espejo’) procede de su parecido con un tipo antiguo de espejo de cobre redondo, que también tenía una importancia religiosa. La razón de esto no está clara. Las explicaciones incluyen que el mochi sea una comida para los días soleados, que el «espíritu» de la planta del arroz se encuentre en el mochi, y que el mochi sea una comida que dé fuerza.
De los dos discos de mochi se ha dicho que simbolizan la ida y venida de los años, el corazón humano, el yin y el yang, o la luna y el sol. Se dice que el daidai, cuyo nombre significa ‘generaciones’, simboliza la continuación de una familia de generación en generación.
Tradicionalmente el kagami mochi se disponía en diversos lugares de toda la casa. Actualmente se suele ubicar en un altar sintoísta casero, o kamidana. También se ha puesto en el tokonoma, una pequeña hornacina decorada en la habitación principal de la casa.
Los kagami mochi modernos suelen ser moldeados con la forma de discos apilados y se venden en paquetes plásticos en supermercados. Un mikan o imitación en plástico del daidai sustituye a menudo al original.
También existen variaciones en la forma del kagami mochi. En algunas regiones se usan kagami mochi de tres pisos, que se ponen en el butsudan o el kamidana. También hay un adorno llamado okudokazari que se pone en el centro de la cocina o junto a la ventana y tiene tres capas de mochi.
El kagami mochi se rompe y come tradicionalmente en un ritual sintoísta llamado kagami biraki (‘apertura del espejo’), el segundo sábado o domingo de enero. Se trata de un ritual importante en los dōjōs de artes marciales japoneses. Fue incorporado por primera vez en las artes marciales japonesas cuando Jigorō Kanō, el fundador del yudo, lo adoptó en 1884, y desde entonces la costumbre se ha extendido al aikidō, el karate y el jūjutsu.